# Brendan Benson
Brendan Benson (ur. 14 listopada 1970) – amerykański muzyk i twórca piosenek. Jest wokalistą i multiinstrumentalistą. Wydał trzy solowe albumy, jest również członkiem The Raconteurs.

## Kariera
Jego debiutancki album One Mississippi został wydany w 1996 przez Virgin Records. Zebrał dobre recenzje, jednak nie sprzedał się i Virgin zerwał kontrakt z Bensonem. Doprowadziło to do jego depresji i przestał zajmować się muzyką na około 6 lat.
W 2002 wydał drugi album, zatytułowany Lapalco. Ponownie otrzymał dobre recenzje, jednak tym razem osiągnął także sukces komercyjny. Podczas trasy promocyjnej Benson wystąpił m.in. na Reading and Leeds Festivals, gdzie podczas koncertu w Leeds zakończył występ utworem "Jet Lag", z gościnnym towarzyszeniem Meg White z The White Stripes oraz członków The Datsuns i Soledad Brothers.
W 2003 została wydana reedycja jego debiutanckiego albumu, a także EP Metarie jego ówczesnego zespołu The Wellfed Boys.
W 2005 ukazała się jego trzecia płyta, The Alternative to Love, po czym koncertował w USA, Wielkiej Brytanii i Europie ze swoim nowym zespołem koncertowym The Stiff Tissues.
Jest również członkiem The Raconteurs, który założył z Jackiem White'em (The White Stripes) oraz dwoma członkami The Greenhornes, Jackiem Lawrence’em i Patrickiem Keelerem. Wydali do tej pory dwa albumy, Broken Boy Soldiers w 2006 i Consolers of the Lonely w 2008.
Pracował także jako producent z The Greenhornes, The Nice Device, The Mood Elevator, Whirlwind Heat i Dean Fertita.
W kwietniu 2012 roku wydał swój czwarty solowy album zatytułowany "What kind of World"

## Dyskografia

### Albumy
- 1996: One Mississippi
- 2000: Listen Up! (z The Mood Elevator)
- 2002: Lapalco
- 2003: Married Alive (z The Mood Elevator)
- 2005: The Alternative to Love
- 2006: Broken Boy Soldiers (z The Raconteurs)
- 2008: Consolers of the Lonely (z The Raconteurs)
- 2012: What Kind of World
- 2013: You Were Right

### Minialbumy (EP)
- Folk Singer (22 kwietnia 2002)
- Metarie (2003)

### Single
- "Tiny Spark" (8 lipca 2002)
- "Good To Me" (28 października 2002)
- "Metarie" (14 kwietnia 2003)
- "Spit It Out" (28 marca 2005)
- "Cold Hands (Warm Heart)" (4 lipca 2005)
- "What I'm Looking For" (7 listopada 2005)

### Strony B i covery
- Son Of A Welder (strona B z Folk Singer EP)
- Unfortunate Guy (strona B z Folk Singer EP)
- Feel Like Myself (strona B z Folk Singer EP)
- Metarie (wersja Wellfed z Metarie EP)
- Metarie (wersja brytyjska z Metarie EP)
- Alternative To Love (wczesna wersja z Metarie EP)
- You're Quiet (wersja Well Fed Boys z Metarie EP)
- Let Me Roll It (cover utworu Paula McCartneya z Metarie EP)
- Meaning To Write (strona B z singla Tiny Spark)
- No Dial Tone (nagranie koncertowe z Bowery Ballroom 8/04/2002 z singla Tiny Spark)
- Old Fashioned (strona B z singla Good To Me)
- Pleasure Seeker (nagranie koncertowe z Bowery Ballroom 8/04/2002 z singla Good To Me)
- Left And Right (strona B z singla Spit It Out)
- Baby On A Rug (strona B z singla Spit It Out)
- Some Day (strona B z singla Cold Hands (Warm Heart))
- Christopher's Revolt (strona B z singla Cold Hands (Warm Heart))
- Cold Hands (Warm Heart) (akustyczna wersja z Cold Hands (Warm Heart) EP)
- Cold Hands (Warm Heart) (Chris Shaw Mix z Cold Hands (Warm Heart) EP)
- Strong Boy (cover Grama Parsonsa z singla Cold Hands (Warm Heart))
- What I'm Looking For (Michael Brauer Mix z What I'm Looking For EP)
- Them And Me (alternatywna wersja z What I'm Looking For EP)
- Floating (koncertowy cover Jape z Newcastle, 22/03/06)